# Arhidieceza de Łódź
Arhidieceza romano-catolică de Łódź (în latină Archidioecesis Lodziensis) este una dintre cele paisprezece arhiepiscopii mitropolitane ale Bisericii Romano-Catolice din Polonia, cu sediul în orașul Łódź. În prezent are o singură episcopie sufragană: Dieceza de Łowicz.

## Istoric
Episcopia de Łódź a fost întemeiată în anul 1920 de papa Benedict al XV-lea. Ea suferă câteva mici modificări teritoriale în anul 1925. În anul 1939 episcopul Kazimierz Tomczak a fost arestat de către trupele naziste, împreună cu episcopul Jasiński, arestat în 1941, unde au fost închiși înr-o mănăstire izolată. În anul 1992 papa Ioan Paul al II-lea a ridicat episcopia la rangul de arhiepiscopie primind drept sufragană Dieceza de Łowicz. 